# Weekends (court métrage)
Pour les articles homonymes, voir Week-end (homonymie).
Pour plus de détails, voir Fiche technique et Distribution.
Weekends est un film d'animation Cinéma américain de court métrage réalisé par Trevor Jimenez et sorti en 2017. Le film s'inspire des souvenirs d'enfance du réalisateur et montre sans dialogue les angoisses d'un enfant de parents divorcés.

## Fiche technique
- Titre : Weekends
- Traduction du titre : Week-ends
- Réalisation : Trevor Jimenez
- Scénario : Trevor Jimenez
- Animation : Trevor Jimenez, Xavier Riffault, Vlad Kooperman, Madeline Sharafian, Adam Campbell, Tony Maki, Michael Yates et Shaz Lym
- Montage : Trevor Jimenez
- Musique : Andy Vernon
- Producteur : Jeremy Slome
- Production : Past Lives Productions
- Distribution :
- Pays d'origine :  États-Unis
- Durée : 15 minutes 17
- Dates de sortie :
  -  Pologne : 18 octobre 2017 (Varsovie)
  -  États-Unis : 19 avril 2018 (Sarasota)
  -  France : 11 juin 2018 (FIFA 2018)

## Distinctions
Il remporte le prix du jury et le prix du public pour un court métrage à l'édition 2018 du festival international du film d'animation d'Annecy.